# Vierhausen (Lüchow)
Vierhausen ist ein Wohnplatz der Stadt Lüchow (Wendland) im Landkreis Lüchow-Dannenberg in Niedersachsen. Er gehört zum Lüchower Ortsteil Tarmitz.

## Ortsbeschreibung
Vierhausen liegt am nordwestlichen Lüchower Stadtrand 1,5 km von der Stadtmitte entfernt. Der Wohnplatz besteht aus vier ehemaligen Abbauerstellen, die dort Ende des 19. Jahrhunderts entstanden. Die Kreisstraße 2 (K 2) von Lüchow nach Gorleben führte ursprünglich an Vierhausen vorbei. Durch den Bau einer Ortsumgehung wurde die direkte Straßenverbindung nach Lüchow 2009 unterbrochen. Die Kreisstraße verläuft seit 2010 nördlich des Wohnplatzes.